# Fregaty rakietowe typu Halifax
Fregaty rakietowe typu Halifax – kanadyjskie fregaty rakietowe budowane w latach 1988 - 1996. Zbudowano 12 jednostek, które stały się podstawą kanadyjskiej marynarki wojennej.

## Historia
W 1977 ministerstwo obrony Kanady ogłosiło decyzję o budowie w drugiej połowie lat 80 sześciu nowych okrętów określanych początkowo jako niszczyciele śmigłowcowe, a następnie jako fregaty śmigłowcowe. Okręty zaprojektowano aby spełniały  różnorodne zadania: zwalczanie okrętów podwodnych i nawodnych, celów powietrznych a także patrolowanie wód przybrzeżnych Kanady. Miały one zastąpić starzejące się niszczyciele eskortowe typów: Saint Laurent, Restigouche, Mackenzie i Annapolis. Szeroki zakres zastosowań jednostek sprawia, że są one oficjalnie klasyfikowane jako fregaty patrolowe. 
W czerwcu 1983 leżąca w prowincji Nowy Brunszwik stocznia Saint John Shipbuilding Ltd. zdobyła kontrakt na budowę pierwszej fregaty nowego typu. Stocznia miała pełnić funkcję głównego wykonawcy który odpowiadał za całość prac związanych z projektowaniem budową i wprowadzaniem do eksploatacji nowych okrętów. Budowa prowadzona była w sposób modułowy. Głównym podwykonawcą została stocznia Marine Industries Ltd z Sorel leżącym nad Rzeką św. Wawrzyńca. W stoczni tej zbudowano trzy jednostki.
W grudniu 1987 zamówiono kolejnych sześć jednostek stanowiących drugą serię. Wydatki na budowę serii 12 okrętów oszacowano na 6,2 mld dolarów kanadyjskich, co czyniło z tego projektu jeden z najkosztowniejszych programów zbrojeniowych realizowanych w okresie powojennym.
W 2007 roku zapowiedziano uruchomienie modernizacji fregat począwszy od 2010 roku, wiążącej się z wymianą systemów elektronicznych i uzbrojenia nowocześniejsze. Modernizacja między innymi objęła zastąpienie 16 wyrzutni pionowych pocisków przeciwlotniczych RIM-7 Sea Sparrow (zasięg do 30 km) przez wyrzutnie RIM-162 Evolved Sea Sparrow o zasięgu do 45 km.

## Zbudowane okręty
| Nr burtowy          | Nazwa               | Położenie stępki    | Wodowanie           | Wejście do służby   |
| Royal Canadian Navy | Royal Canadian Navy | Royal Canadian Navy | Royal Canadian Navy | Royal Canadian Navy |
| ------------------- | ------------------- | ------------------- | ------------------- | ------------------- |
| 330                 | Halifax             | 19. 03. 1987        | 30. 04. 1988        | 29. 06. 1992        |
| 331                 | Vancouver           | 19. 05. 1988        | 08. 07. 1989        | 23. 08. 1993        |
| 332                 | Ville de Québec     | 17. 01. 1989        | 16. 05. 1991        | 14. 07. 1994        |
| 333                 | Toronto             | 24. 04. 1989        | 18. 12. 1990        | 27. 09. 1993        |
| 334                 | Regina              | 06. 10. 1989        | 25. 10. 1991        | 30. 09. 1994        |
| 335                 | Calgary             | 15. 06. 1991        | 28. 08. 1992        | 12. 05. 1995        |
| 336                 | Montreal            | 08. 02. 1991        | 28. 02. 1992        | 21. 07. 1994        |
| 337                 | Fredericton         | 25. 04. 1992        | 13. 03. 1993        | 12. 09. 1994        |
| 338                 | Winnipeg            | 19. 03. 1993        | 05. 12. 1993        | 23. 06. 1995        |
| 339                 | Charlottetown       | 05. 12. 1993        | 10. 07. 1994        | 09. 09. 1995        |
| 340                 | St. John's          | 24. 08. 1994        | 12. 02. 1995        | 26. 06. 1996        |
| 341                 | Ottawa              | 29. 04. 1995        | 22. 11. 1995        | 28. 09. 1996        |

## Opis
Fregaty typu Halifax ocenia się jako dobrze zaprojektowane okręty. Ich kadłub charakteryzuje się ciągłym gładkim pokładem górnym oraz wysoką wolną burtą, co zapewnia dobre warunki do użycia uzbrojenia przy wyższych stanach morza. Nadbudówki są niskie, dające wrażenie zwartej konstrukcji, a głównym wystającym elementem sylwetki jest kanciasty komin, kryjący systemy schładzania spalin.